# Kokanok, Aljaska
Kokanok, Aljaska (енгл. Kokhanok) насељено је место без административног статуса у америчкој савезној држави Аљаска.

## Демографија
По попису из 2010. године број становника је 170, што је 4 (-2,3%) становника мање него 2000. године.
| Група             | 2000.     | 2010.     |
| Белци             | 14 (8,0%) | 16 (9,4%) |
| Афроамериканци    | 0 (0,0%)  | 0 (0,0%)  |
| Азијати           | 0 (0,0%)  | 0 (0,0%)  |
| Хиспаноамериканци | 2 (1,1%)  | 3 (1,8%)  |
| Укупно            | 174       | 170       |